# Адміністративний поділ Сербії

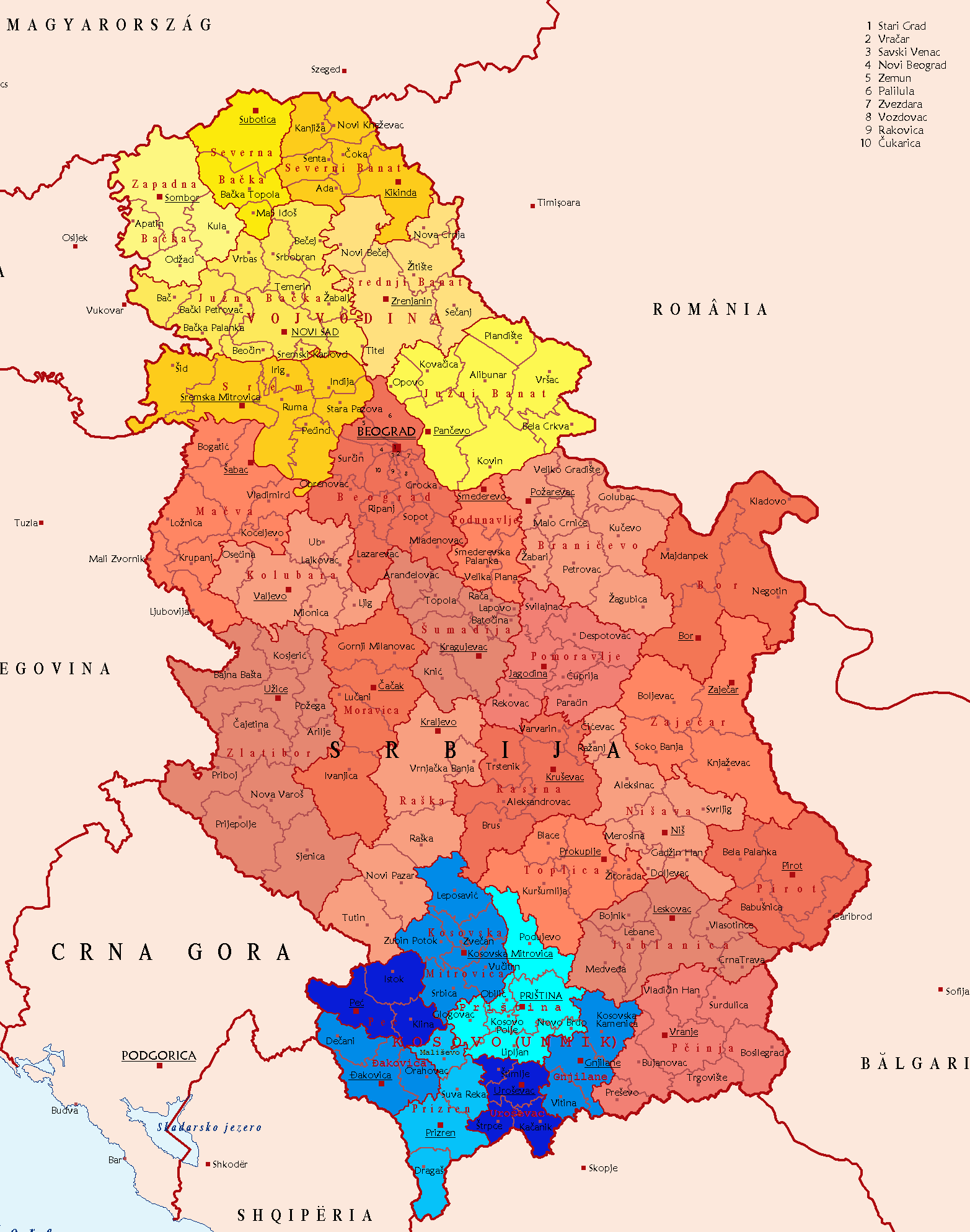
Адміністративний поділ Сербії

Адміністративний поділ Сербії — система адміністративно-територіальних одиниць Сербії, що включає 29 округів (серб. окрузи, okruzi) (включно з тими, на які поділені два автономні краї — Воєводина та Косово і Метохія), столицю Белград і 211 громад. За адміністративно-територіальним поділом Сербія є унітарною державою.

## Адміністративний поділ

### Перший рівень
До складу Сербії входять два автономних краї:
- Воєводина, столиця — Новий Сад;
- Косово і Метохія, столиця — Приштина (найбільша частина автономного краю контролюється владою частково визнаної Республіки Косово).

На території автономного краю Косово і Метохія 17 лютого 2008 року була проголошена частково визнана держава — Республіка Косово.
Частина території Сербії, яка знаходиться за межами двох автономних округів, називається Центральна Сербія і не представляє собою окрему адміністративну одиницю, перебуваючи під прямим підпорядкуванням республіканської влади. Таким чином, до територіальних одиниць першого рівня відносяться: 2 автономних краї, 17 округів центральної частини Сербії та Белград.

### Другий рівень
Територія Сербії поділена на 29 округів і Белград, який виділено в особливу адміністративну одиницю. На території автономного краю Воєводина знаходиться 7 округів, на території Косово і Метохії — 5 округів, а в центральній частині Сербії — 17.

### Третій рівень
Найменшою адміністративно-територіальною одиницею Сербії є общини (громади).

## Округи Сербії

### Округи Центральної Сербії
| Округ                                               | Адмін. центр | Площа км² | Населення 2002 | Густота населення /км² | Муніципалітети та міста | Кількість поселень |
| --------------------------------------------------- | ------------ | --------- | -------------- | ---------------------- | --- | ------------------ |
| Місто Белград (Grad Beograd Град Београд)           | Белград      | 3,222.68  | 1,576,124      | 488                    | - Бараєво - Чукариця - Гроцка - Лазаревац - Младеновац - Нові-Белград - Обреновац - Палилула - Раковиця - Савскі-Венац - Сопот - Старі-Град - Сурчин - Вождовац - Врачар - Земун - Звездара | 159                |
| Борський (Borski okrug Борски округ)                | Бор          | 3,507     | 146,551        | 41.8                   | - Бор - Кладово - Майданпек - Неготин | 90                 |
| Браничевський (Braničevski okrug Браничевски округ) | Пожаревац    | 3,865     | 200,503        | 51.9                   | - Велико-Градиште - Пожаревац - Голубац - Мало-Црнічє - Жабарі - Петровац - Кучево - Жагубиця                                                                                               |                    |
| Заєчарський (Zaječarski okrug Зајечарски округ)     | Заєчар       | 3,623     | 137,561        | 37.7                   | - Болєвац - Княжевац - Заєчар - Сокобаня | 173                |
| Златиборський (Zlatiborski okrug Златиборски округ) | Ужиці        | 6,140     | 313,396        | 51.0                   | - Баїна-Башта - Косєрич - Ужиці - Пожега - Чаєтина - Арилє - Нова-Варош - Прієполє - Сєниця - Прибой                                                                                        | 438                |
| Колубарський (Kolubarski okrug Колубарски округ)    | Валєво       | 2,474     | 192,204        | 77.7                   | - Осечина - Уб - Лайковац - Валєво - Міониця - Ліг | 218                |
| Мачванський (Mačvanski okrug Мачвански округ)       | Шабац        | 3,268     | 329,625        | 100.9                  | - Богатич - Шабац - Лозниця - Владимирці - Коцелєва - Малий Зворник - Крупань - Любовія | 228                |
| Моравицький (Moravički okrug Моравички округ)       | Чачак        | 3,016     | 224,772        | 74.5                   | - Горні-Мілановац - Чачак - Лучані - Іваниця | 206                |
| Нишавський (Nišavski okrug Нишавски округ)          | Ниш          | 2,729     | 381,757        | 139.9                  | - Алексинац - Сврліг - Мерошина - Ражань - Долєвац - Гаджин-Хан - Медіяна - Нишка-Баня - Палилула - Пантелей - Црвені-Крст                                                                  | 285                |
| Пиротський (Pirotski okrug Пиротски округ)          | Пирот        | 2,761     | 105,654        | 38.3                   | - Бела-Паланка - Пирот - Бабушниця - Димитровград | 214                |
| Подунавський (Podunavski okrug Подунавски округ)    | Смедерево    | 1,248     | 210,290        | 168.5                  | - Смедерево - Смедеревска-Паланка - Велика Плана | 58                 |
| Поморавський (Pomoravski okrug Поморавски округ)    | Ягодина      | 2,614     | 227,435        | 87.0                   | - Ягодина - Чюпрія - Парачин - Свилайнац - Деспотовац - Рековац | 191                |
| Пчинський (Pčinjski okrug Пчињски округ)            | Вранє        | 3,520     | 227,690        | 64.7                   | - Владичин-Хан - Сурдулиця - Босилеград - Трговиште - Вранє - Буяновац - Прешево | 363                |
| Расинський (Rasinski okrug Расински округ)          | Крушевац     | 2,667     | 259,441        | 96                     | - Варварин - Трстеник - Чичєвац - Крушевац - Александровац - Брус | 296                |
| Раський (Raški okrug Рашки округ)                   | Кралєво      | 3,918     | 291,230        | 74.3                   | - Кралєво - Врнячка-Баня - Рашка - Нові-Пазар - Тутин | 359                |
| Топлицький (Toplički okrug Топлички округ)          | Прокуплє     | 2,231     | 102,075        | 45.7                   | - Прокуплє - Блаце - Куршумлія - Житораджа | 267                |
| Шумадійський (Šumadijski okrug Шумадијски округ)    | Крагуєвац    | 2,387     | 298,778        | 125.2                  | - Аранджеловац - Топола - Рача - Баточина - Книч - Лапово - Аеродром - Пивара - Станово - Старі-Град - Страгарі                                                                             | 174                |
| Ябланицький (Jablanički okrug Јабланички округ)     | Лесковац     | 2,769     | 240,923        | 87.0                   | - Лесковац - Бойник - Лебане - Медведжа - Власотинце - Црна-Трава | 336                |

### Округи Воєводини
| Округ                                                               | Адмін. центр       | Площа км² | Населення 2002 | Густота населення осіб/км² | Муніципалітети та міста | Кількість поселень |
| ------------------------------------------------------------------- | ------------------ | --------- | -------------- | -------------------------- | --- | ------------------ |
| Середньо-Банатський (Srednje-banatski okrug Средње-банатски округ)  | Зренянин           | 3,256     | 208,456        | 64.0                       | - Нові-Бечей - Нова-Црня - Житиште - Сечань - Зренянин                                                                                              | 55                 |
| Північно-Бацький (Severnobački okrug Севернобачки округ)            | Суботиця           | 1,784     | 200,140        | 112.2                      | - Суботиця - Бачка-Топола - Малі-Ідош | 45                 |
| Північно-Банатський (Severno-banatski okrug Северно-банатски округ) | Кикинда            | 2,329     | 165,881        | 71.2                       | - Каніжа - Сента - Ада - Чока - Нові-Кнежевац - Кикинда                                                                                             | 50                 |
| Південно-Бацький (Južnobački okrug Јужнобачки округ)                | Нові-Сад           | 4,016     | 593,666        | 147.8                      | - Србобран - Бач - Бечей - Врбас - Бачка-Паланка - Бачкі-Петровац - Жабаль - Тител - Темерин - Беочин - Сремські Карловці - Нові-Сад - Петроварадин | 77                 |
| Південно-Банатський (Južno-banatski okrug Јужно-банатски округ)     | Панчево            | 4,245     | 313,937        | 73.6                       | - Пландиште - Опово - Ковачиця - Алибунар - Вршаць - Бела-Црква - Панчево - Ковин                                                                   | 94                 |
| Сремський (Sremski okrug Сремски округ)                             | Сремська-Митровиця | 3,486     | 335,901        | 96.4                       | - Шид - Інджія - Сремська-Митровиця - Іриг - Рума - Стара-Пазова - Печинці                                                                          | 109                |
| Західно-Бацький (Zapadno-bački okrug Западно-бачки округ)           | Сомбор             | 2,420     | 214,011        | 88.4                       | - Сомбор - Апатин - Оджаці - Кула | 37                 |

### Округи Косова і Метохії
Поділ на 5 округів та 28 муніципалітетів є поділом Косова і Метохії — автономного краю Сербії. Частково визнана Республіка Косово поділена на 7 округів і 30 муніципалітетів. Інформація про них є у статті Адміністративний поділ Косова.
| Округ                                                                            | Адмін. центр        | Населення 2002 | Муніципалітети та міста                                                                                |
| -------------------------------------------------------------------------------- | ------------------- | -------------- | --- |
| Косовський (Kosovski okrug Косовски округ)                                       | Приштина            | 672,292        | - Приштина - Ґлоґовац - Косово-Полє - Липлян - Обилич - Подуєво - Урошевац - Штимлє - Качаник - Штрпце |
| Косовсько-Поморавський (Kosovsko-Pomoravski okrug Косовско-Поморавски округ)     | Гнілане             | 217,726        | - Косовська Камениця - Ново-Брдо - Гнілане - Витина                                                    |
| Косовсько-Митровицький (Kosovsko — Mitrovački okrug Косовско — Митровачки округ) | Косовська-Митровиця | 275,904        | - Косовська-Митровиця - Лепосавич - Србиця - Вучитрн - Зубин-Поток - Звечан                            |
| Пецький (Pećki okrug Пећки округ)                                                | Печ                 | 414,187        | - Печ - Істок - Клина - Джяковиця - Дечані                                                             |
| Призренський (Prizrenski okrug Призренски округ)                                 | Призрен             | 376,085        | - Ораховаць - Сува-Река - Призрен - Ґора                                                               |